# Okyay Küçükkayalar
Okyay Tunç Küçükkayalar (8 de julio de 1978) es un deportista turco que compitió en tiro con arco, en la modalidad de arco recurvo. Ganó dos medallas de bronce en el Campeonato Europeo de Tiro con Arco en Sala, en los años 2000 y 2008.

## Palmarés internacional
| Campeonato Europeo en Sala | Campeonato Europeo en Sala | Campeonato Europeo en Sala | Campeonato Europeo en Sala |
| Año                        | Lugar                      | Medalla                    | Prueba                     |
| -------------------------- | -------------------------- | -------------------------- | -------------------------- |
| 2000                       | Spała (Polonia)            | Medalla de bronce          | Equipo                     |
| 2008                       | Turín (Italia)             | Medalla de bronce          | Equipo                     |